# GDG-expressen

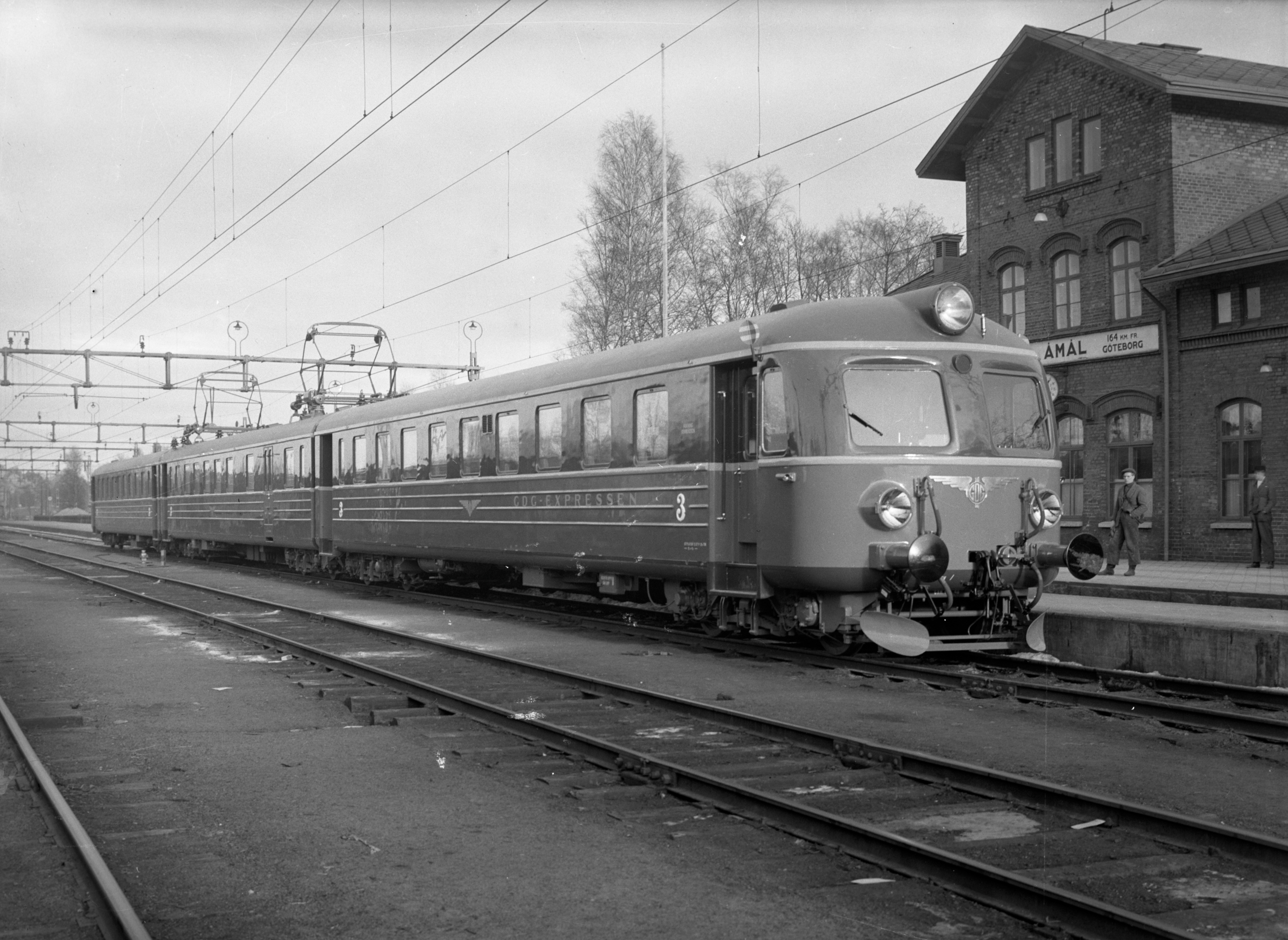
BJ XoA 425 som GDG-expressen i Åmål 1947 kort innan trafikstarten. Notera att den andra mellanvagnen ännu inte är inkopplad.

GDG-expressen var en expresstågsförbindelse mellan Göteborg C och Gävle C över Falun C som upprätthölls mellan 1947 och 1967. Förbindelsen var när den introducerades det första svenska expresståget. Vid starten ombesörjdes trafiken av Trafikförvaltningen Göteborg–Dalarne–Gävle (GDG) men den kom redan 1948 att övergå i Statens Järnvägars regi.

## Historik
I juli 1944 undertecknades kontrakt med ASEA om leverans av två nya elmotorvagnståg till Bergslagernas Järnvägar (BJ) med syftet att kunna korta ned restiden mellan GDG:s ändpunkter Göteborg och Gävle. Den ursprungliga planen var att leverans skulle ske i december 1945 men det kom inte att infrias. ASEA uppgav att skälen till detta dels var metallstrejken 1945 och dels att beställningen utökats från att ursprungligen omfatta trevagnarståg med endast tredje klass till att inkludera ytterligare en mellanvagn med andra klass och servering.
Efter leveransförseningarna kunde dock det första tågsättet levereras till BJ våren 1947 där tågen fick benämningen BJ XoA. Den 1 april 1947 togs tågsättet i trafik på sträckan Göteborg C–Falun C–Gävle C och därmed introducerades expresstågsförbindelsen GDG-expressen. Med undantag av NSB:s expresståg Norgeexpressen som redan från februari 1946 trafikerade sträckan Göteborg C–Oslo Ø var GDG-expressen Sveriges första expresståg. 
Redan året efter att tåget gått för första gången, 1948, förstatligades GDG och uppgick i Statens Järnvägar. SJ kom dock även fortsättningsvis att upprätthålla expresstågsförbindelsen under namnet GDG-expressen med samma tågsätt vilka nu benämndes SJ Xoa8, sedermera SJ X8.
1953 kom GDG-expressen att kortas ned och endast betjäna sträckan Göteborg C–Falun C. Tåget återfick sin ursprungliga sträckning 1962 men återgick till att vända i Falun redan 1964. Därefter dröjde det bara till 1967 innan GDG-expressen upphörde för gott. Skälet till detta var att resandeunderlaget på delsträckan Kil–Ställdalen generellt var svagt för alla resandetåg och att trafiken för långväga resenärer därför i första hand hade kommit att förläggas över Hallsberg.

## Trafik
Även om tågsätten fick gå i 115 km/h gjorde banans begränsningar att GDG-expressen, när den introducerades, endast kunde gå i högst 100 km/h. Trots detta gjorde GDG-expressen att restiden mellan Göteborg och Gävle reducerades från knappt 10 timmar till 7 timmar och 15 minuter.
I riktning från Gävle C gjorde GDG-expressen vid starten 1947 uppehåll i Sandviken, Hofors, Falun C, Borlänge, Ludvika, Grängesberg (behovsuppehåll), Hällefors (behovsuppehåll), Daglösen, Kil, Säffle (behovsuppehåll), Åmål, Mellerud (avstigande), Öxnered, Trollhättan (avstigande) och slutstationen Göteborg C. 